# Tonino Benacquista
Tonino Benacquista (fr.: tɔni'nɔ benaki'sta, (ur. 1 września 1961 w Choisy-le-Roi) – francuski pisarz i scenarzysta.
Pochodzi z włoskiej rodziny osiadłej we Francji. Debiutował w II połowie lat 80. Opublikował kilka powieści o tematyce sensacyjnej. Niektóre z nich zostały przeniesione na ekran, jest także autorem scenariuszy filmowych (Na moich ustach z Vincentem Casselem). W Polsce ukazała się jedna jego powieść, Malavita (Malavita, 2004) opowiadająca o amerykańskim gangsterze, mającym status świadka koronnego i ukrywającym się wraz z rodziną w spokojnym francuskim miasteczku.